# Aubrieta thessala
Aubrieta thessala là một loài thực vật có hoa trong họ Cải. Loài này được H.Boissieu mô tả khoa học đầu tiên năm 1896.